# Водонапірна вежа (Деммін)

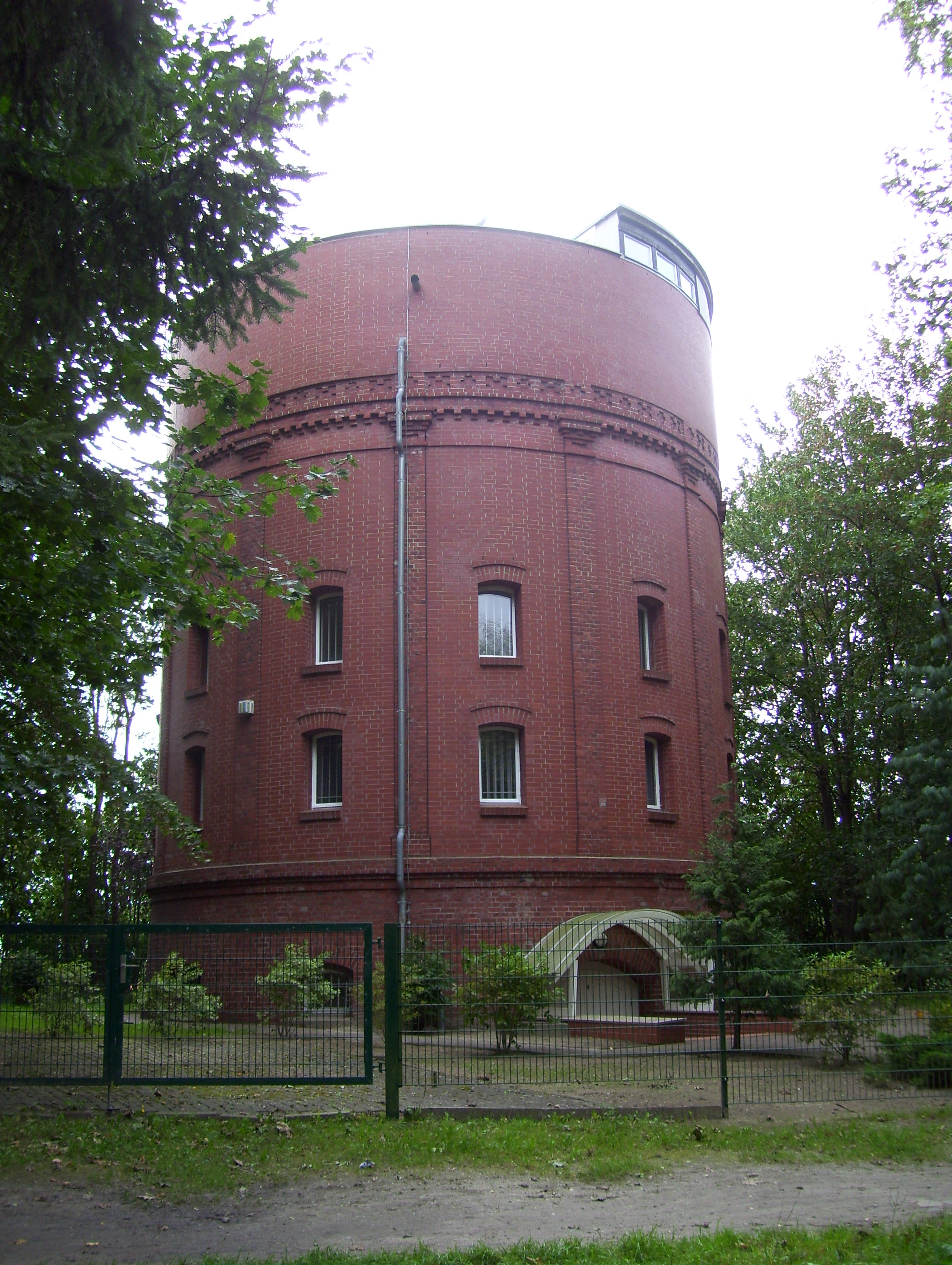
Водонапірна вежа в Демміні

Водонапірна вежа в Демміні — пам'ятник архітектури в місті Деммін в Німеччині, в якій зараз розташована громадська обсерваторія з планетарієм. Вежа знаходиться в районі Мекленбургіше-Зеенплатте приблизно за 1400 м на південний схід від центру міста Деммін та за 200 метрів на північ від залізничної станції Деммін.
У кінці XIX століття місто Деммін отримало центральне водопостачання. Для цього в 1897 році на пагорбі за містом була побудована водонапірна вежа з червоної цегли. Спочатку вона мала конічний дах. За часів НДР побудували новий водопровід, а непотрібну більше водонапірну вежу перетворили на громадську обсерваторію з планетарієм. Конічний дах зняли, звільнивши місце для оглядового майданчика.
Планетарій має купол діаметром 6 метрів на 35 місць з проєктором ZKP-2 SkyMaster виробництва Carl Zeiss. Обсерваторія має телескоп для громадських спостережень. В обсерваторії і планетарії проходять регулярні заходи на астрономічні теми.